# Chlosyne acastus
Chlosyne acastus är en fjärilsart som beskrevs av Edwards 1874. Chlosyne acastus ingår i släktet Chlosyne och familjen praktfjärilar. Inga underarter finns listade i Catalogue of Life.

## Bildgalleri

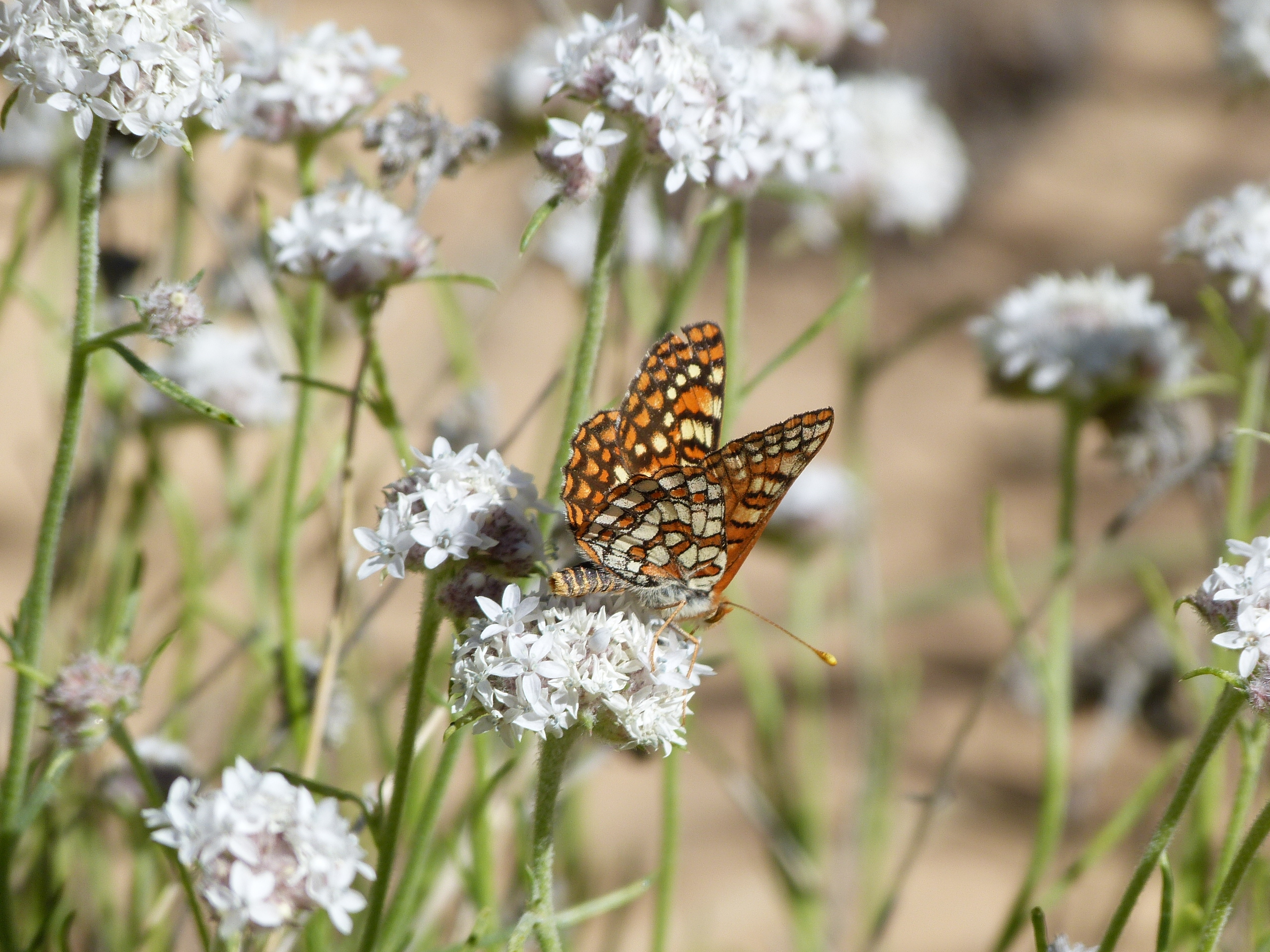
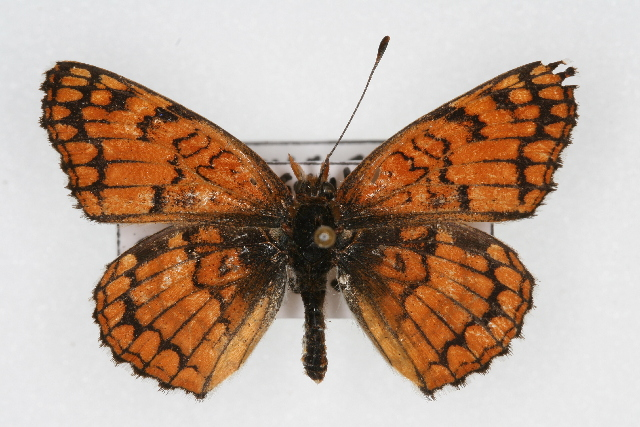
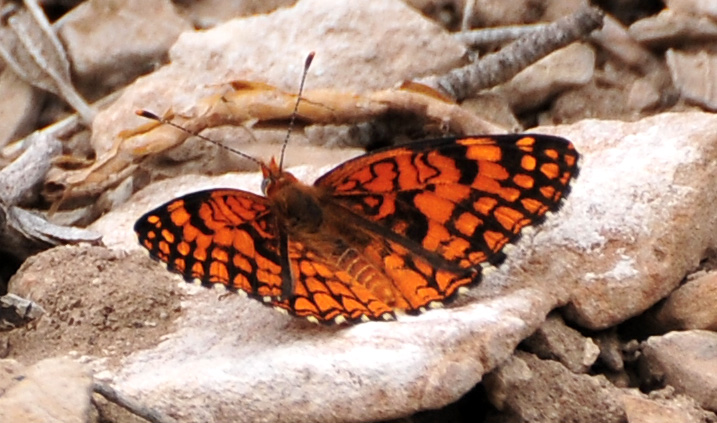